# Антон Вайс-Вендт
Антон Вайс-Вендт (ест. Anton Weiss-Wendt; нар. 27 травня 1973, Нарва, Естонська РСР) — норвезький історик естонського єврейського походження. Досліджує історію євреїв в Естонії, Голокост і політику меншин у Радянському Союзі.

## Біографія
1997 року закінчив Тартуський університет за спеціальністю історія. Здобув ступінь доктора філософії з єврейської історії в Брандейському університеті. З 2006 року працює в Осло в Центрі вивчення Голокосту та меншин. 2018 року призначений професором.

## Праці
Книжки
- Must-valge linn : Vana-Narva fotoajalugu : Schwarz-weiße Stadt. Tallinn : A. Weiss-Wendt, 1997
- Murder Without Hatred: Estonians and the Holocaust. Syracuse University Press, 2009
- Small Town Russia: Childhood Memories of the Final Soviet Decade. FAP Books, Florida Academic Press, 2010
- Eradicating Differences: The Treatment of Minorities in Nazi-Dominated Europe. 2010
- On the Margins: About the History of Jews in Estonia. Central European University Press, 2017
- The Soviet Union and the Gutting of the UN Genocide Convention. Madison: University of Wisconsin Press, 2017
- Documents on the Genocide Conventions from the American, British, and Russian Archives. London: Bloomsbury Publishers, 2018
- Casuistry of Blood: Genocide in the Geopolitical Discourse of the Cold War. Rutgers, NJ: University of Rutgers Press, 2018
  - The Politics of International Humanitarian Law, 1933–1948
  - The Ideology of a Humanitarian Treaty, 1949–1988
- Putin’s Russia and the Falsification of History: Reasserting Control over the Past. Bloomsbury, 2020

Переклади українською
- Рафаель Лемкін та популярний дискурс про геноцид [Архівовано 21 жовтня 2020 у Wayback Machine.] // Спільне, 28.10.2019.